# Ictalurus dugesii
Il pesce gatto Lerma (Ictalurus dugesii, Bean, 1880) è un pesce d'acqua dolce appartenente alla famiglia degli Ictaluridi ed all'ordine dei Siluriformi.